# Colibrí escatós
El colibrí escatós (Heliomaster squamosus) és una espècie d'ocell de la família dels troquílids (Trochilidae) que habita boscos, sabanes i praderies de les terres baixes de l'est del Brasil.